# J·S·S·马丁
约翰·西蒙·斯图尔特·马丁（英語：John Simson Stuart Martin，常称为J·S·S·马丁，1888年6月18日—1973年12月24日）是一位苏格兰军医，曾在印度服役，经历过两次世界大战，最后以陆军少将军衔退役，他的女婿是免疫学家阿夫里奥·密契森。